# 广州图书馆

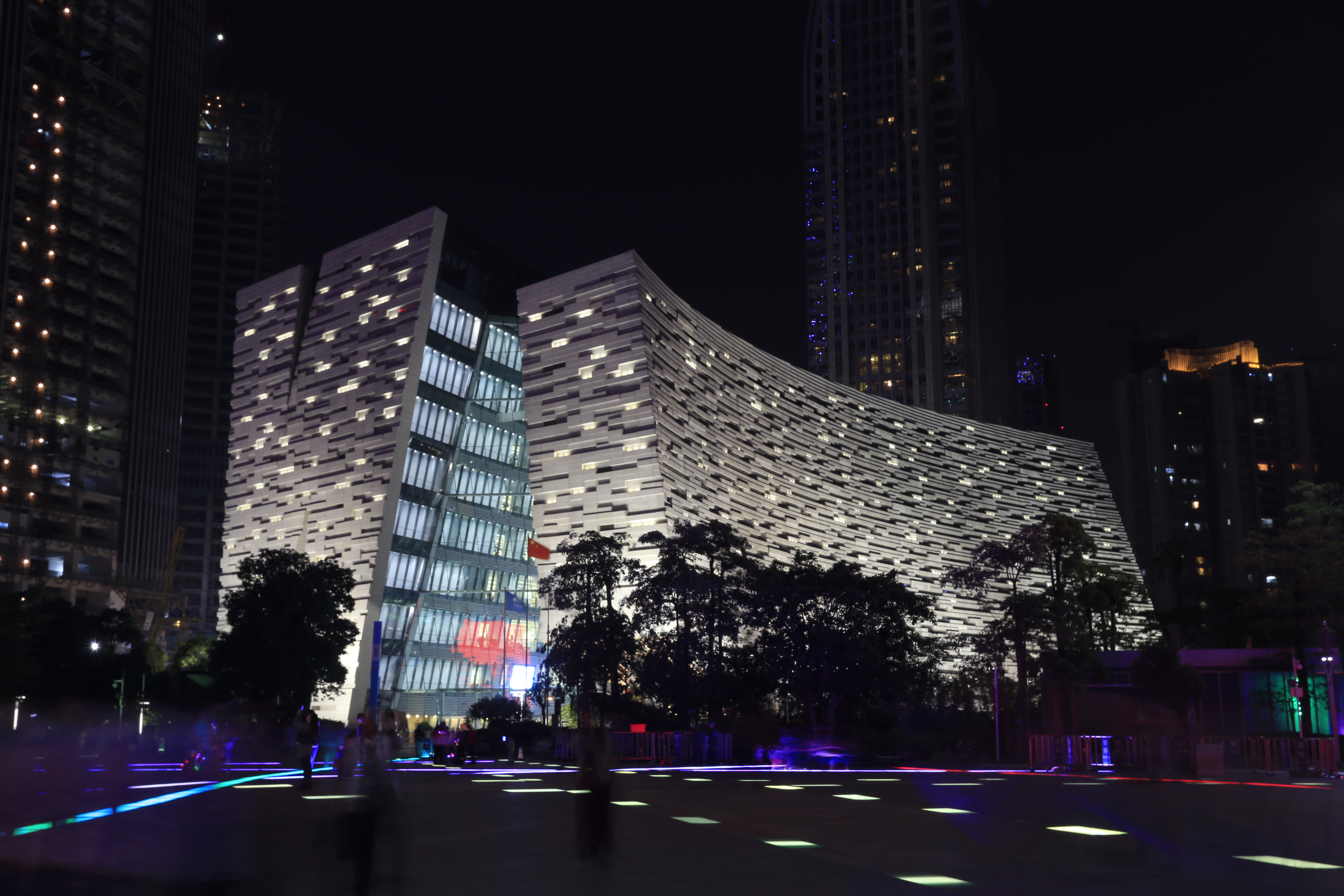
广州图书馆新馆夜景

广州图书馆，简称广图，是广州市政府设立的市级公共图书馆。截至2022年底，广州图书馆实体文献馆藏量达1,156.1万册；2022年日均接待公众访问2.7万人次，接待访问量自2014年起稳居全国公共图书馆首位。
广图旧馆位于越秀区中山四路42号，于1982年1月2日开馆，2013年4月1日停止使用；新馆位于天河区珠江新城花城广场东侧，2012年12月初步开放，2013年6月全面开放。

## 历史

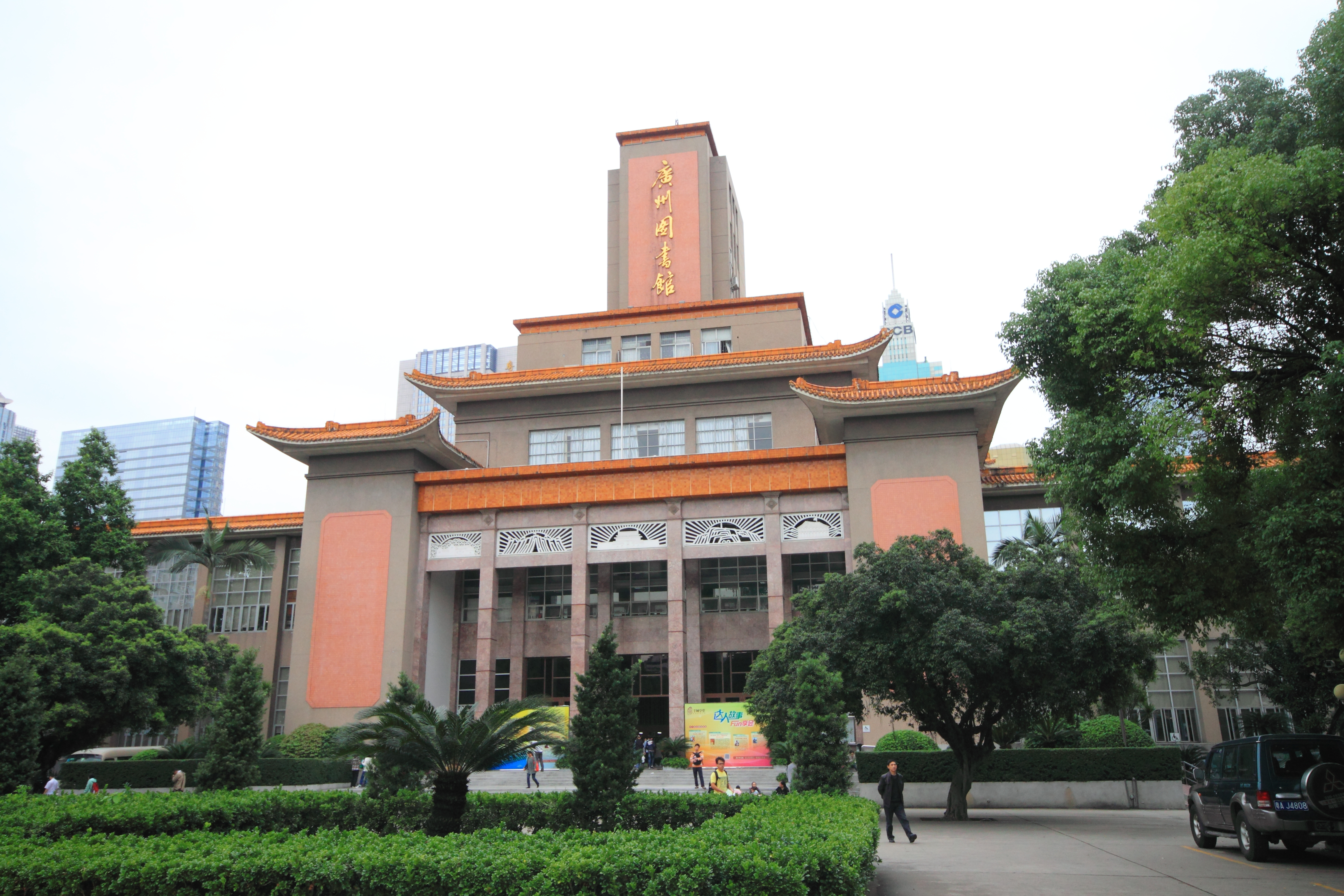
中山四路旧馆

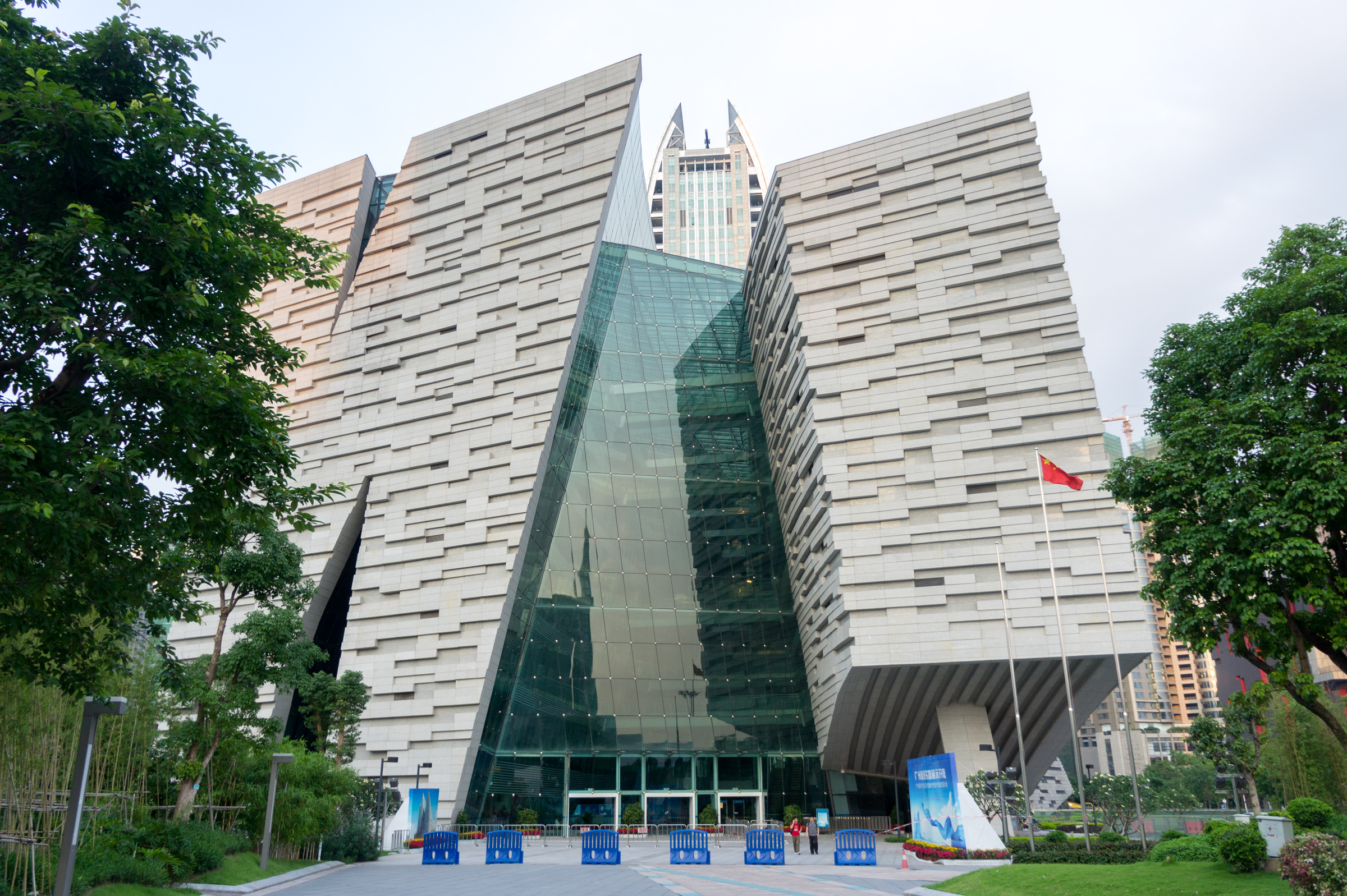
广州图书馆新馆西侧入口

1927年，广州市长林云陔为纪念孙中山，促进文化事业，提议举办市立中山图书馆。经市行政会议决定规划筹办。同年，派出募捐专员赴美国、古巴、加拿大、墨西哥，得华侨踊跃捐赠。1928年，成立广州市立中山图书馆筹建委员会，林云陔、杜定友等十六人为委员。1929年，市立中山图书馆在文德路原广府学宫破土动工。1933年10月15日，市立中山图书馆落成开幕，伍智梅任首任馆长。1934年，省图书馆被撤销，其藏书33500册由市馆接收。1938年，广州沦陷，市立中山图书馆停办。
1945年抗战胜利，杜定友兼任市立中山图书馆复办筹备处主任。1949年，改称广州市立中山图书馆、广州中山图书馆。1955年，省、市两馆合并为广东省立中山图书馆。原广州市立中山图书馆馆址改为广东省立中山图书馆北馆，称孙中山文献馆。
1980年12月，广州市委办公会议决定筹建广州图书馆。1981年1月，广州市文化局宣布广州图书馆筹备小组成立和将“星火燎原馆”（1969年文化大革命期間落成）改为广州图书馆馆址的决定。1982年1月2日，广州图书馆举行开馆典礼。
2004年10月，广州市发展计划委员会正式批复，同意新馆建设项目立项。 2004年10月至2005年1月，广州图书馆新馆国际邀请建筑设计竞赛面向全球征集最佳设计方案。最终选定由日本株式会社日建设计和广州市设计院联合设计的方案。2006年2月20日，新馆正式奠基，7月开工。2012年12月28日，新馆正式部分开放，2013年6月全面落成啟用。
旧馆2013年4月1日停止使用，原址成为广州少年儿童图书馆。

## 設施
广州图书馆由珠江新城新馆和各分馆、图书流通站、村级图书馆（室）、汽车图书馆构成，其中芳村花园等分馆、汽车图书馆与总馆通借通还。
广州图书馆新馆总建筑面积10万平方米，馆藏文献382万册（件）（广州图书馆总馆藏526万册（件）），阅览座位4000个，供读者使用的计算机数量500个，有线网络节点4000个，无线网络覆盖范围100%。全面应用无线射频识别技术（ RFID ）、文献自动分拣系统、自助服务设备。
| 数字新馆         |                                          |
| ---------------- | ---------------------------------------- |
| 总建筑面积       | 10万平方米                               |
| 馆藏文献         | 382万册（件）（总馆馆藏：526万册（件）） |
| 阅览座位         | 4000个                                   |
| 读者用计算机     | 500台                                    |
| 有线网络节点     | 4000个                                   |
| 无线网络覆盖范围 | 100%                                     |

| 新馆传统介质馆藏 |           |
| ---------------- | --------- |
| 图书             | 323.2万册 |
| 少儿图书         | 35.6万册  |
| 古籍             | 6793 册   |
| 盲文图书         | 3617册    |
| 视听资料         | 45.1万件  |
| 报纸             | 4743种    |
| 报纸合订本       | 13.9万册  |

| 数字资源             |          |
| -------------------- | -------- |
| 电子图书             | 42.5万种 |
| 电子期刊             | 1.8万种  |
| 电子报纸             | 565种    |
| 学位论文             | 189万篇  |
| 会议论文             | 377万篇  |
| 多媒体（音频、视频） | 4.3万条  |

### 楼层
|       | 南楼                                                                                        | 北楼                                                         |
| ----- | ------------------------------------------------------------------------------------------- | ------------------------------------------------------------ |
| 9樓   |                                                                                             | 广州人文馆、家谱查询中心                                     |
| 8樓   | 交流研究室、信息咨询中心、石景宜石汉基先生赠书陈列室、 《广州大典》与广州历史文化研究基地例 | 多元文化馆、创意设计馆、工具书区                             |
| 7樓   | 专家研究室                                                                                  | 综合图书区（R-Z）                                            |
| 6樓   | 语言学习馆、多媒体鉴赏区                                                                    | 综合图书区（G-Q）                                            |
| 5樓   | 电子阅览室（信息技能学习区）                                                                | 综合图书区（A-F）、廉洁专题书刊区                            |
| 4樓   | 中小学生综合书刊                                                                            | 文学图书区（I247.5/2600-19）                                 |
| 3樓   | 中小学生文学艺术图书区、中小学生视听资料区                                                  | 考试专题图书区、文学图书区（I0-I247.5/25000）                |
| 2樓   | 亲子绘本阅读馆                                                                              | 报刊区、普通视听资料区                                       |
| 1樓   | 阅读体验                                                                                    | 自助服务区、休闲生活馆、视障人士服务区、其他馆通借通还图书区 |
| 負1樓 | 报告厅、展览厅、交流培训室、餐厅                                                            | 报告厅、展览厅、交流培训室、餐厅                             |

## 机构设置

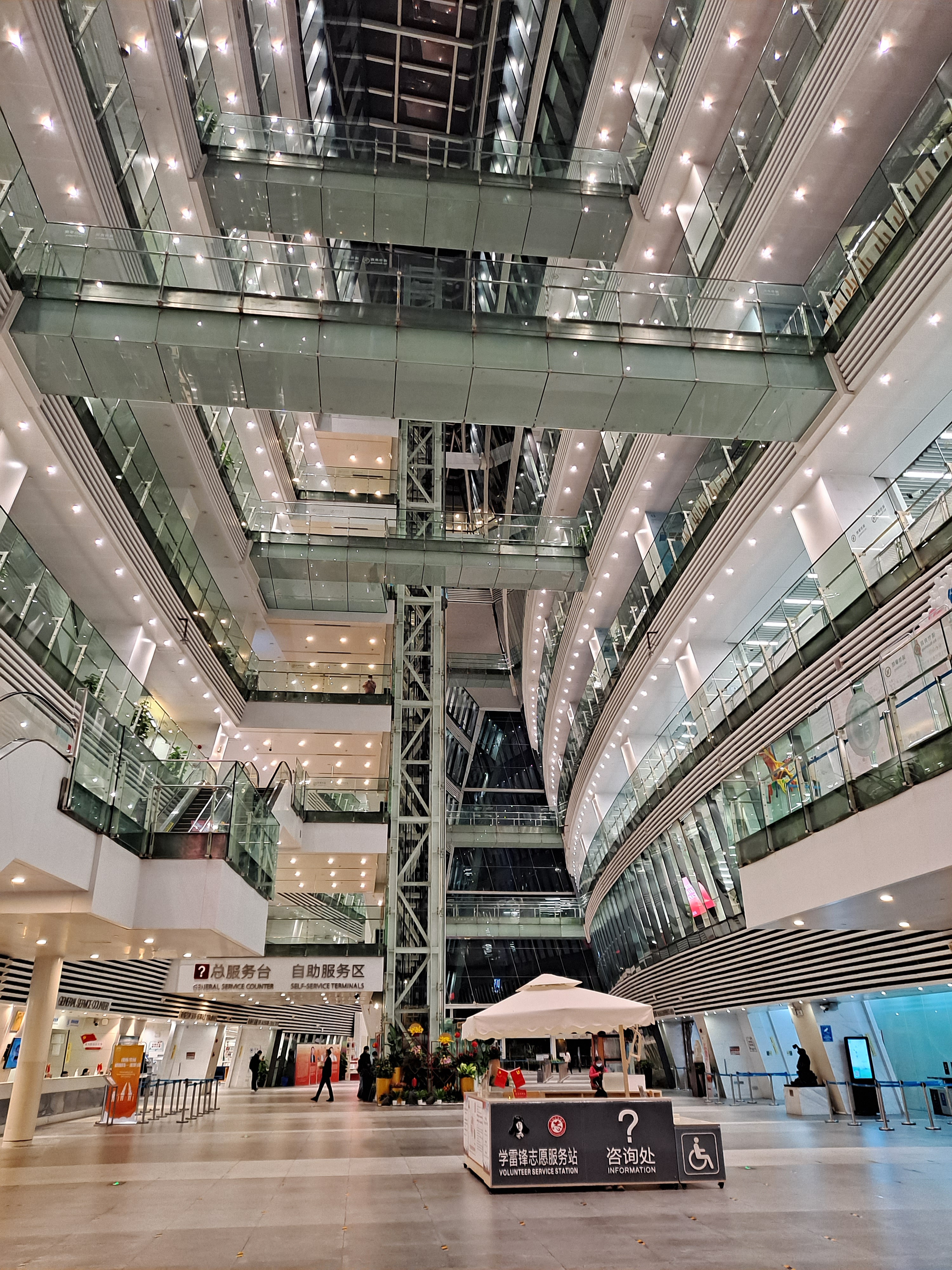
广州图书馆内部

广州图书馆设中层机构9个：办公室、协作协调部（挂全国文化信息资源共享工程广州市支中心办公室和广州市图书馆学会秘书处牌）、文献流通部、技术部、采编中心、信息咨询部、社会活动推廣部（同时挂网络服务部牌）、儿童与青少年部、物业管理与安全保卫部。

## 開放時間
- 星期一至星期日（除星期三閉館日）：9:00-21:00；其中南樓全棟及北樓8、9层的开放時間：10:00-17:30
- 逢星期三閉館，期间提供還書服務：10:00-16:00
- 法定節日與公眾假期：9:00-16:00